# Wołczyniec
Wołczyniec (ukr. Вовчинець, Wowczyneć) – wieś na Ukrainie, w obwodzie iwanofrankiwskim podporządkowana samorządowi Iwano-Frankiwska. 
Lokacja osady Vovčinec'  na prawie wołoskim w XV wieku.
W I Rzeczpospolitej Wołczyniec należał do ziemi halickiej w województwie ruskim.

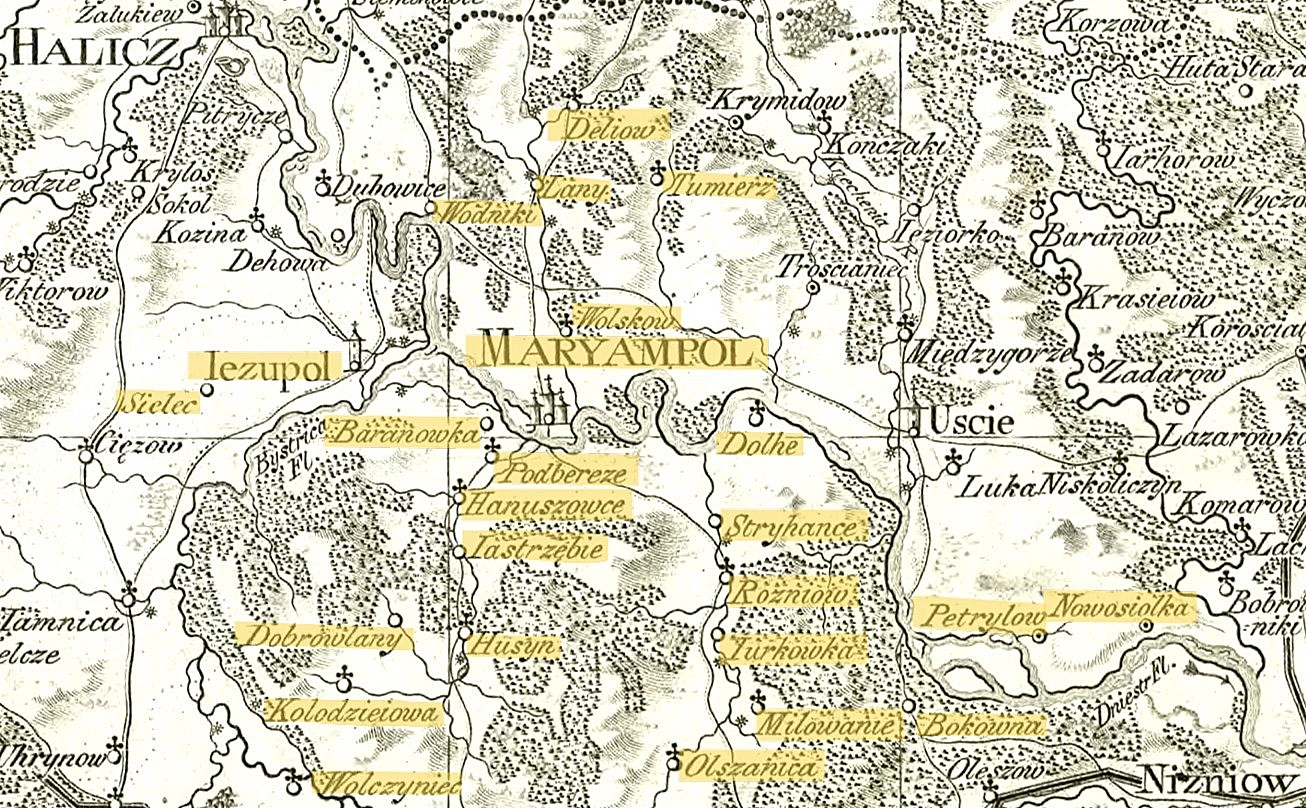
Wołczyniec 1824

W okresie Królestwa Galicji i Lodomerii wieś prywatna będąca częścią klucza marjampolskiego księżnej Anny Jabłonowskiej. 
W II Rzeczypospolitej wieś w powiecie stanisławowskim województwa stanisławowskiego.
W latach 1941–1944 nacjonaliści ukraińscy z OUN-UPA zabili tutaj siedmiu Polaków, paląc i grabiąc ich gospodarstwa.